# John Law

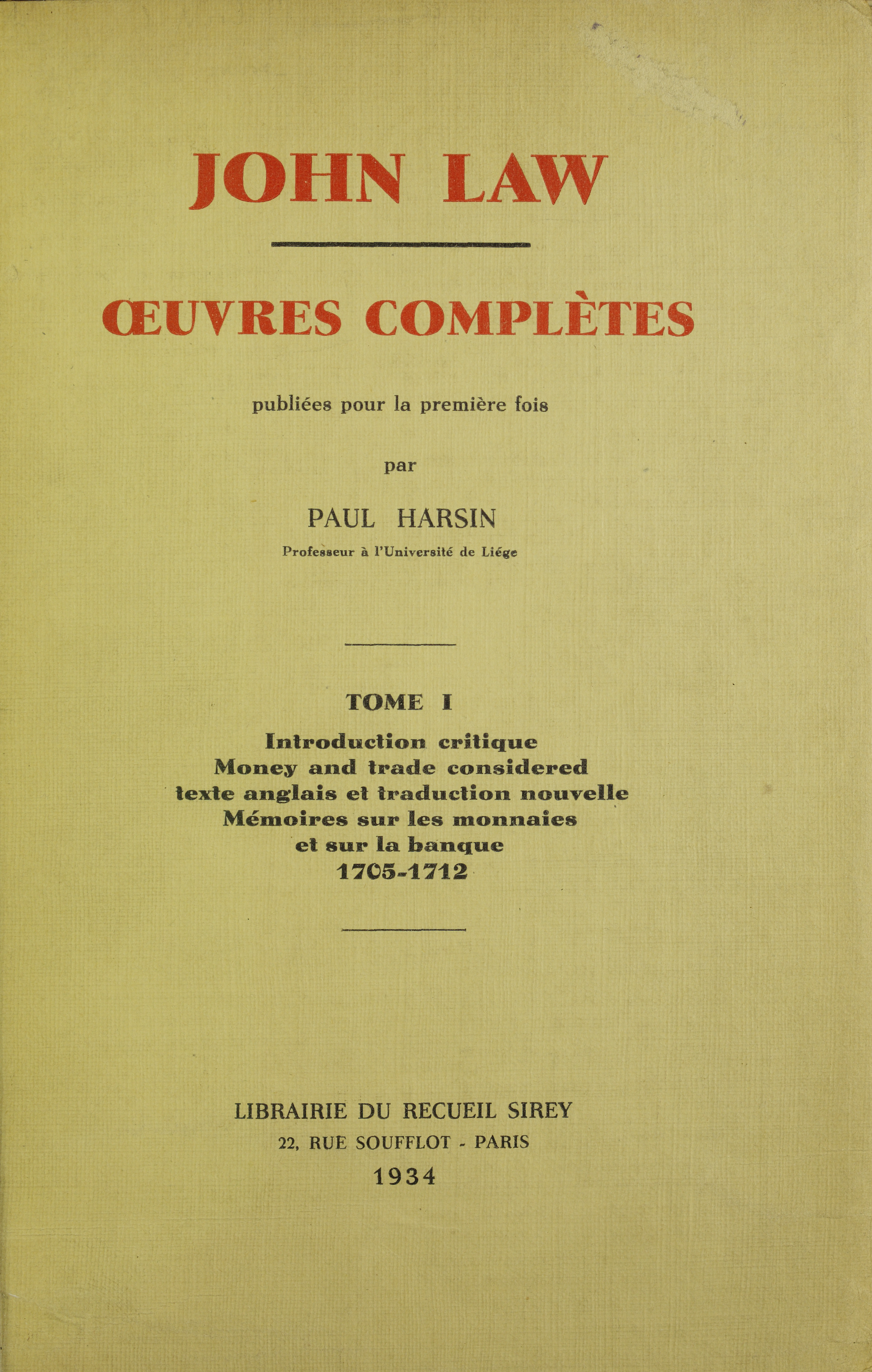
Money and trade considered, with a proposal for supplying the Nation with money, 1934

John Law (Edinburgh, 1671. április 16. – Velence, 1729. március 21.) skót bankár, aki a 18. század elején néhány évig meghatározta Franciaország pénzügyi rendszerét. Saint-Simon szerint Law-t „szélhámossá magának a rendszerének a könyörtelen logikája tette”. Azonban kudarca ellenére sem nehéz felismerni a rokon vonásokat Law rendszere és John Maynard Keynes tanítása között.

## Eszméinek kiformálódása
1694-ben Londonban párbajban megölt egy embert, ezért a bírósági eljárás elől külföldre, Hollandiába menekült. Itt tanulmányozta az akkori Európa talán legnagyobb bankját, az Amszterdami Bankot. Law a „bankügyek romantikusa” volt: abban reménykedett, hogy a hitel- és papírpénzbőség segítségével állandó felvirágzást tarthat fenn a gazdaságban. A pénzbőség véleménye szerint lehetővé teszi a föld, a munkaerő, a vállalkozói talentum teljes kihasználását. Párizs és Itália után 1704-ben visszatért Skóciába, ahol egy központi bank alapítására tett javaslatot. A skót parlament elvetette a bankalapítási tervét, s mivel előkészületben volt Anglia és Skócia egyesülése, Law Párizsban telepedett le.

## Franciaország pénzügyei élén
1715-ben meghalt XIV. Lajos francia király, aki hosszú, háborúkkal töltött uralkodása után üres kincstárat hagyott maga után. Franciaországot óriási államadósság terhelte, a hitel megingott, a gazdaságban visszaesés kezdődött. Law mindezen gondok megoldásaként egy bankjegy-kibocsátási joggal felruházott állami bank alapítását javasolta Philippe d’Orléans régensnek, aki támogatta az elképzelést. Végül Law-nak be kellett érnie egy részvénytársasági magánbankkal. Az Általános Bank 1716 májusában kezdte meg tevékenységét, és az első két évben hallatlanul sikeres volt. Mérsékelt kamatra adott kölcsönöket, és tudatosan az iparba és a kereskedelembe irányította azokat, melynek hatására élénkült a gazdaság. Ezzel párhuzamosan Law francia állampolgárságot kapott és áttért a katolikus vallásra.
1717 végén megalapította második hatalmas vállalatát, az Indiai Társaságot, melyet a kortársak leggyakrabban Mississippi Társaságnak neveztek, mivel elsősorban a Mississippi-medencében működött. A Társaság részvényeit viszonylag széles körben értékesítették és aktívan forgatták a tőzsdén. Az államtól hatalmas privilégiumokat, sok területen monopóliumot kapott. A Társaság összefonódott az Általános Bankkal, amely 1719 elején állami lett és Királyi Banknak kezdték nevezni. A bank pénzkölcsönt adott a Társaság részvényeinek megvásárlására. Law hozzáfogott a Mississippi völgyeinek gyarmatosításához és várost alapított, amelyet a régens tiszteletére New Orleans-nak nevezett el. Mivel nem volt elegendő önkéntes áttelepülő, a Társaság kérésére a kormány bűnözőket kezdett Amerikába száműzni. Magában Franciaországban a Társaság megvásárolta az adóbehajtás jogát. A Társaság részvényeinek árfolyama 1719 tavaszán meredeken emelkedett. Az újonnan kibocsátott részvényeket a tőzsdén már másnap nyereséggel lehetett eladni. Az 500 livre-es névértékű részvények árfolyama 20000 livre-nél állapodott meg. Law hivatalosan is a pénzügyek főellenőre lett.

### Pénzügyi rendszere
Law rendszere két alapelvre épült:
1. A bankok számára lehetségesnek tartotta a hitelexpanziós politikát, azaz olyan mértékű hitelnyújtást, amely többszörösen meghaladja a bankban őrzött fémpénztartalék mennyiségét. (részleges tartalék elve)
2. Azt követelte, hogy a bank legyen állami, és valósítsa meg az állam gazdaságpolitikáját. Law tehát látta a hitel előnyeit, de nem akarta látni a veszélyeket.

## A hatalmas krach
A Társaság a részvények eladásából befolyt pénzt elenyésző részben hajókba és árukba fektette, a döntő részét azonban államadósság-papírokba. Gyakorlatilag magára vállalta az egész államadósságot, megvásárolva az értékpapírokat a tulajdonosaiktól. A Társaság újabb részvényeinek megvásárlásához a Királyi Bank nyújtott hitelt újabb és újabb bankjegyek kibocsátásával. A távolabbra látó spekulánsok igyekeztek megszabadulni a bankjegyektől is és a részvényektől is. 1720 őszére a bankjegyek inflációs papírpénzzé váltak. Minden áru ára emelkedett. Párizsban nem volt elegendő élelmiszer, a nép háborgott. Law gúny célpontja lett, és 1720 decemberében fiával titokban Brüsszelbe menekült. Vagyonát elkobozták. Életének utolsó éveit Velencében élte le.

## Hatásai
Rendszerének legfontosabb társadalmi eredménye az újgazdagok felemelkedése volt, akik a hallatlan spekulációval szerzett gazdagságukat meg tudták őrizni. Law alapjában véve úgy tekintette a pénzt, mint egy olyan eszközt, amellyel hatást lehet gyakorolni a gazdaság fejlődésére, a feudális bürokratikus államra támaszkodva. Law nem hitt a „természetes rend” harmóniájában, a laissez-faire mindenhatóságában. Vagyis szemben állt mind a fiziokraták, mind Adam Smith nézeteivel.